# لويس مايكل مارتينيز
لويس مايكل مارتينيز (بالإسبانية: Lois Maikel Martínez)‏ هو منافس ألعاب قوى إسباني وكوبي، ولد في 3 يونيو 1981 في هافانا في كوبا.

## وصلات خارجية
- لويس مايكل مارتينيز على موقع الاتحاد الدولي لألعاب القوى (الإنجليزية)
- لويس مايكل مارتينيز على موقع الدوري الماسي (الإنجليزية)
- لويس مايكل مارتينيز على موقع اللجنة الأولمبية الدولية (الإنجليزية)
- لويس مايكل مارتينيز على موقع أوليمبيديا (الإنجليزية)